# 27710 Henseling
27710 Henseling este un asteroid din centura principală de asteroizi.

## Descriere
27710 Henseling este un asteroid din centura principală de asteroizi. A fost descoperit pe 7 septembrie 1988 la Tautenburg de Freimut Börngen. Asteroidul prezintă o orbită caracterizată de o semiaxă mare de 2,20 ua, o excentricitate de 0,19 și o înclinație de 3,4° în raport cu ecliptica.